# 三八城公園

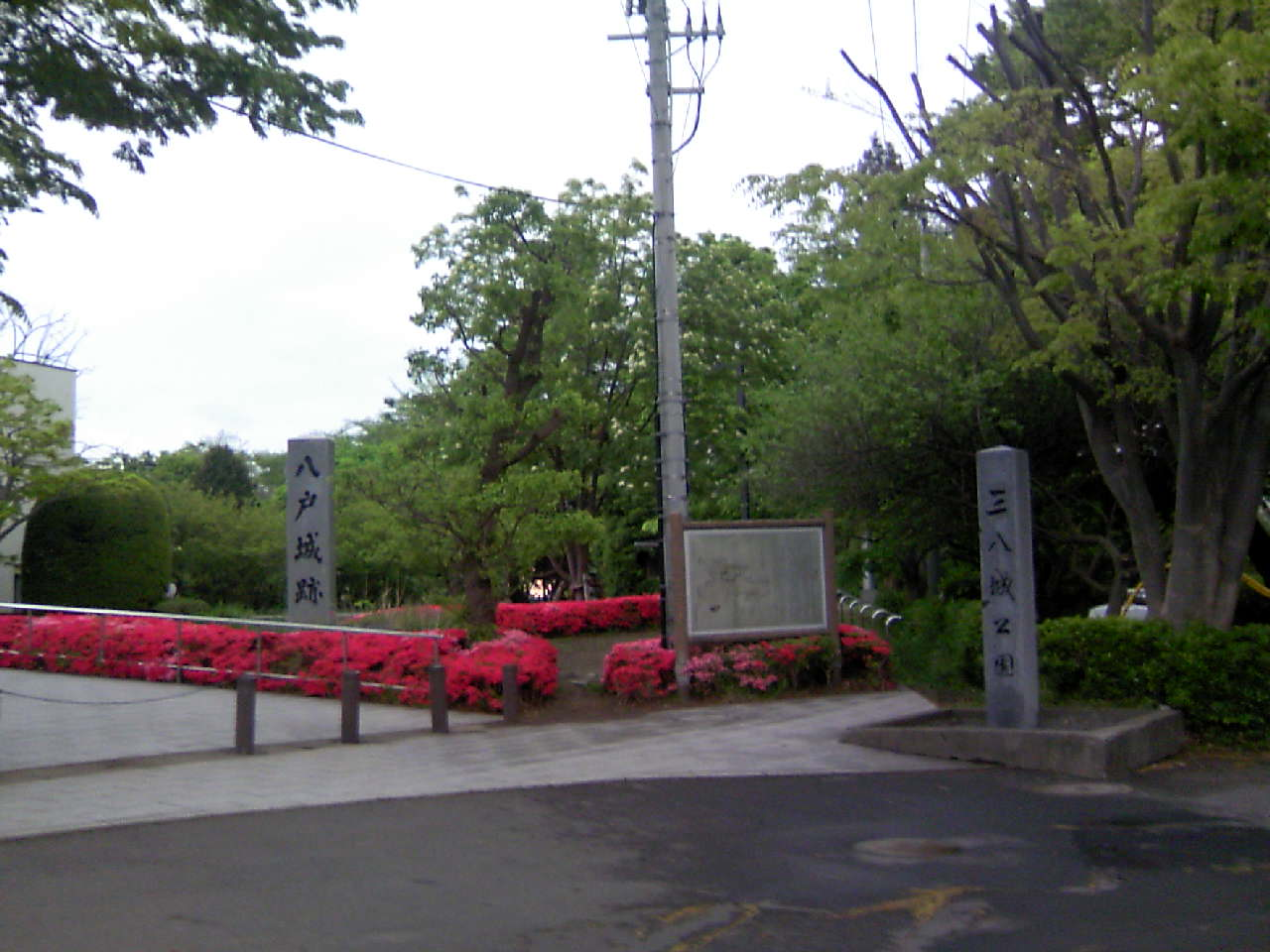
三八城公園

三八城公園（みやぎこうえん）は、青森県八戸市内丸にある八戸城跡地。現在は公園になっている。

## 概要
三八城とは三戸郡八戸城という意味であり、八戸城跡が三八城公園となっている。1644年（正保元年）、南部氏第28代の重直が盛岡で没するが、嗣子がいなかったためにその遺領10万石は、盛岡8万石と八戸2万石に分封され、盛岡は重直の弟である重信が継ぎ、八戸は末弟の直房が領主となった。早速直房は築城をして1666年（寛文6年）ごろに八戸城が完成した。

### 八戸城
八戸城は2階建ての屋形と長屋だけの平山城で、天守閣はなかった。以後明治時代まで八戸南部氏10代の居城として栄えた。城跡の三八城公園には藩祖南部直房、甲斐源氏の祖新羅三郎義光、南部氏の祖である南部光行の3人を祭る三八城神社がある。八戸市民は「みやぎさん」と呼称している。公園は本八戸駅のすぐ南西側にあり、繁華街の三日町にも近く、八戸市民の憩いの場となっている。公園の入り口の右手に、旧南部子爵邸（現在の南部会館）があり、その門は「古桜門」と呼ばれ、旧城の表門であった朱塗りの薬医門が保存されている。